# シヤク
シヤク（アルバニア語: Shijak）はアルバニアのドゥラス州の基礎自治体と町である。2015年には、旧基礎自治体のシヤク、ジェパライ、マミナスおよびジャフゾタイがこの基礎自治体に合体した。庁所在地はシヤク町である。2023年に基礎自治体の人口は22,058人であり、町の人口は5,832人だった。
サッカークラブはKFエルゼニ・シヤクである。